# 甘い夢の終わり
『甘い夢の終わり』（あまいゆめのおわり、ローマ字表記: Amai Yume no Owari）は、天野花のミニ・アルバム。2020年1月22日にLAVAFLOW RECORDSより発売された。規格品番はDQC-1641。

## 概要
2018年発売のアルバム『透明なブルー』以来約1年2ヶ月ぶりのリリース。天野初の全国流通盤で、映画『Last Lover』の主題歌である「Last Lover」を主体とした作品。
演奏で岩中英明（Jake stone garage、brainchild's）が参加しており、ミキシングは岡本司が手がけた。
タワーレコードの一部店舗では、先着購入特典としてステッカーが付属。
2020年1月27日より本作を引っ提げたツアー「天野花 mini album release tour
〜甘い夢の終わり〜」が開始された。

## 収録内容
| 全作詞・作曲: 天野花。 |                        |           |            |            |      |
| #                      | タイトル               | 作詞      | 作曲・編曲 | 編曲       | 時間 |
| 1.                     | 「最後の恋人」         | 天野花    | 天野花     | en_Taira   | 4:13 |
| 2.                     | 「ため息とスパイス」   | 天野花    | 天野花     | en_Taira   | 3:13 |
| 3.                     | 「Hug」                | 天野花    | 天野花     | en_Taira   | 3:49 |
| 4.                     | 「ロマンとランデブー」 | 天野花    | 天野花     | en_Taira   | 4:03 |
| 5.                     | 「Last Lover」         | 天野花    | 天野花     | 田中マコト | 3:51 |
| 合計時間:              | 合計時間:              | 合計時間: | 19:09      |            |      |

## 曲の解説
1. 最後の恋人
映画『Last Lover』の台本と仮編集された映像を見て制作した楽曲[2]。
TOKYO FMの「ブランニューソング」に選出され、1月21日から2月5日まで[注釈 2]の期間内に一部の番組でオンエアされた[8]。
ミュージック・ビデオはキヤノン EOS C200と50mm単焦点レンズを使用して撮影されたもので、監督は小嶋貴之が務めた[9]。
2. ため息とスパイス
ミュージック・ビデオが制作されている。監督は坂功樹で、ゆりあと大塚康貴が出演[10]。
3. Hug
ライブハウス支援企画「Save Our Place」の一環として配信されたアルバム『めぐる』に、弾き語り音源が収録された[11]。
4. ロマンとランデブー
5. Last Lover
アストロサンドウィッチ・ピクチャーズ制作映画『Last Lover』の主題歌で、同映画のために書き下ろされた楽曲[12][13]で、天野にとって初の映画主題歌。
天野は「劇中ではあまり描写されていなかった部分を歌にできたらと考え、主人公が恋人に宛てて手紙を書くように詩を紡いだ[14]。」「大切な人が亡くなってしまったらというテーマのもと、どんな気持ちになるだろうと考えて、そこで浮かんだのが後悔と愛情。失った痛みを少しずつ受け入れて、日常に戻っていくのではないかと思ったから、揺れるその2つの気持ちを歌で表現できたらいいなと思って作った[15]。」とコメントしている。
当初映画のために1曲目の「最後の恋人」が書かれたが、監督が最初に聴いた天野の楽曲がバラードで、「女性目線の泣けるバラード」のイメージがあったことから、改めて作り直すかたちで本作が書かれた[2]。
映画ではアレンジされた音源が使用されており、本作と同日に発売された映画のサウンドトラック盤『映画『Last Lover ラストラバー』オリジナル・サウンドトラック』に「Last Lover - movie mix.」というタイトルで収録されている[16]。
CQ『渋谷のラジオの学校』（2019年3月13日放送回）にてフルコーラスで放送されたほか、天野のEggsページで1コーラスのみ公開されている。
映画と同じく岡元雄作が監督を務めたミュージック・ビデオが制作されており、映画のシーンも一部使用されている[14]。

## 演奏・制作
※出典
| 参加ミュージシャン - 天野花：Vocal, Background Vocal, A.Guitar - 岩中英明（Jake stone garage、brainchild's）：Drums（M-1,3） - 西司（Jake stone garage、brainchild's）：Bass（M1,3） - 磯谷直史（THE ANDS）：E.Guitar（M-1,3） - 中山英司：A.Guitar（M-5） - 友田ジュン：Piano（M-4） - 田中マコト：Piano(M-5) | スタッフ - 岡本司：Recording Engineer（M-1,2,3,4）, Mixing Engineer（M-1,3） - orico：Recording Engineer（M-5） - en_Taira：Mixing Engineer（M-2,4） - RINZO：Mixing Engineer（M-5） - 木村健太郎：Mastering Engineer |